# 埼玉県道・群馬県道258号中瀬牧西線
埼玉県道・群馬県道258号中瀬牧西線（さいたまけんどう・ぐんまけんどう258ごう なかぜもくさいせん）は、埼玉県深谷市と本庄市を結ぶ一般県道。群馬県道としても指定されているが、実際は利根川の南岸、飛び地である伊勢崎市の境島村地区を通過するだけであり、起終点共に埼玉県内なため実質埼玉県道である。

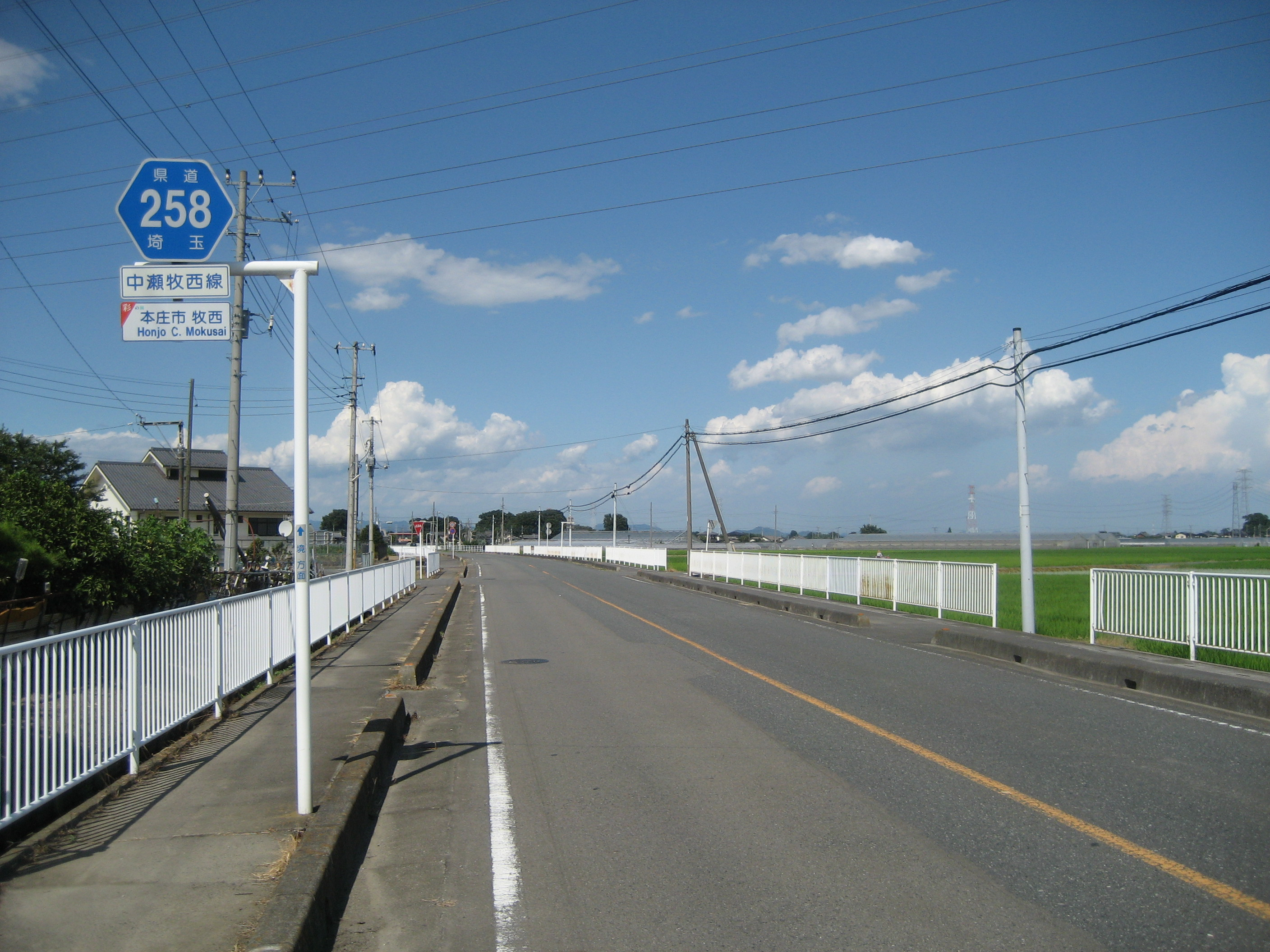
本庄市内

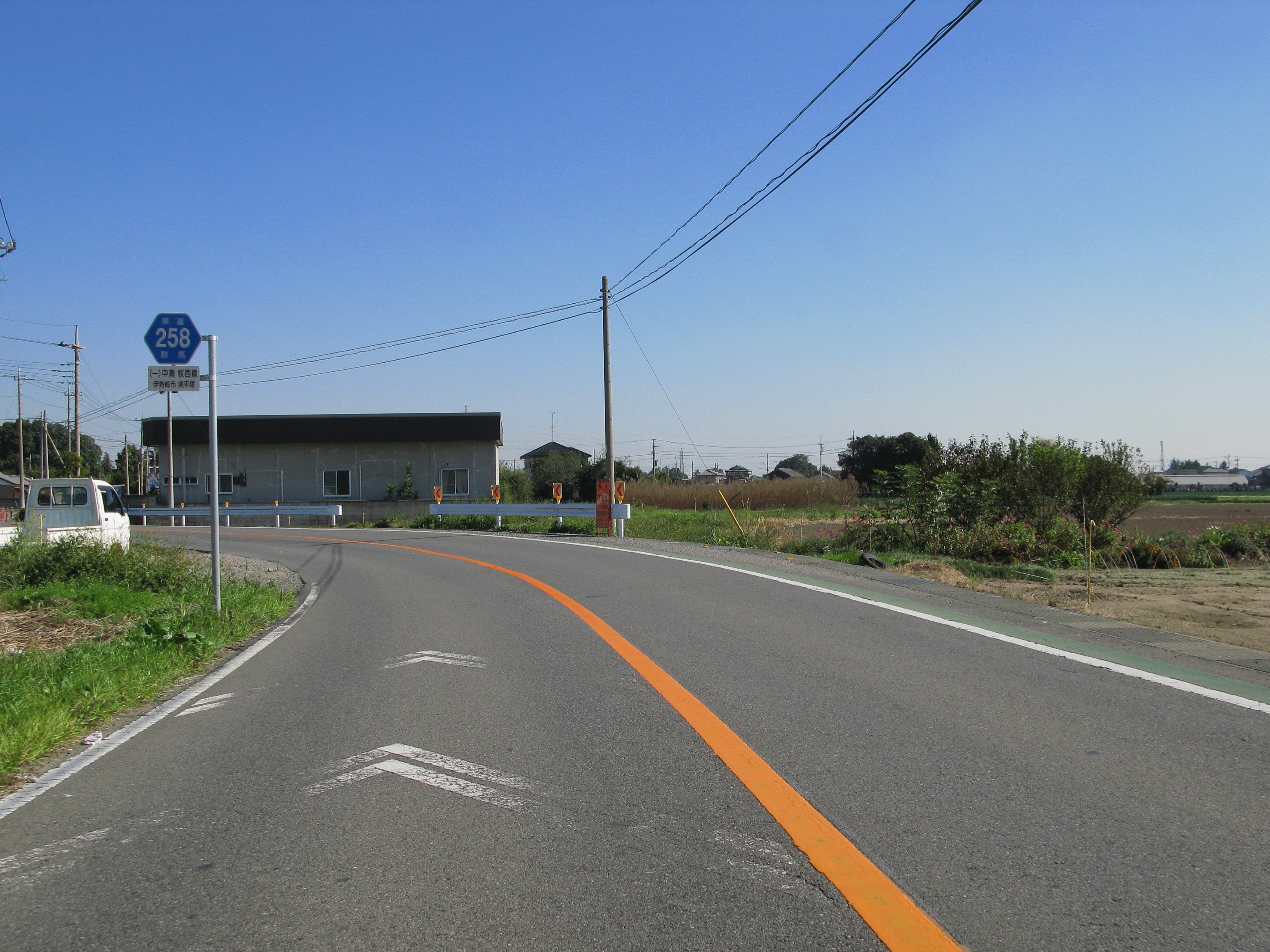
伊勢崎市境平塚地区

## 概要
- 起点：深谷市中瀬（埼玉県道14号伊勢崎深谷線交点）
- 終点：本庄市牧西（埼玉県道45号本庄妻沼線交点）

## 通過する自治体
- 埼玉県深谷市
- 群馬県伊勢崎市
- 埼玉県本庄市

## 交差・接続する道路
- 群馬県道・埼玉県道14号伊勢崎深谷線（起点）
- 群馬県道・埼玉県道259号新野岡部停車場線（伊勢崎市境島村）
- 埼玉県道45号本庄妻沼線（終点）

## 周辺
- 上武大橋
- 境島村簡易郵便局
- 島村渡船
- 本庄市立藤田小学校
- 藤田郵便局
- 本庄警察署藤田駐在所